# Oltyňský potok
Oltyňský potok je potok v Jihočeském kraji, pravý přítok řeky Lužnice, který odvodňuje menší území na západě okresu Tábor. Délka toku činí 19,3 km. Plocha povodí měří 38,2 km².

## Průběh toku
Pramení pod vrchem Sv. Magdalena (636 m n. m.) mezi Drahněticemi a Jistebnicí, teče směrem na jih okolo vsi Drahnětice, protéká rybníkem Roháč a u Oltyně rybníkem Oltyňským, pokračuje na jih okolo obce Stádlec, napájí rybník Mlýnský stádlec a přijímá vody z více rybníků v okolí. U vesnice Křída se stáčí k jihovýchodu a vtéká zprava do Lužnice.

### Větší přítoky
- pravé – Olší

## Vodní režim
Průměrný průtok Oltyňského potoka u ústí činí 0,18 m³/s.